# Club municipal d'Aubervilliers
 (janvier 2021).
Si vous disposez d'ouvrages ou d'articles de référence ou si vous connaissez des sites web de qualité traitant du thème abordé ici, merci de compléter l'article en donnant les références utiles à sa vérifiabilité et en les liant à la section « Notes et références ».
Le Club municipal d'Aubervilliers est un français club omnisports. 
Implanté à Aubervilliers en Seine-Saint-Denis, il est particulièrement connu pour sa section football aujourd'hui appelée Football club municipal d'Aubervilliers.